# چارواداری
چارواداری پیشه نگاهداری و کرایه‌دهی از جانوران چهارپای بارکش است. 
چاروا ریخت دیگری از واژه چهارپا است.
چاروادار (چهارپادار) کسی است که خر و استر و یابوو شتر به مسافر کرایه دهد و خود نیز همراه ستور باشد. برخی از چاروادارها با ستور خود بارکشی کرده و وجهی دریافت می‌کنند.
واژه‌های کمابیش مترادف با چاروادار عبارت‌اند از: خرکچی، ستوربان، مکاری، مکری.